# 钴化合物
钴化合物是钴和其它元素形成的化合物。钴在化合物中，最稳定的价态是+2价，在特定配体的存在下，也有+3价的稳定化合物。此外，还存在着高氧化态+4、+5和低氧化态-1、0、+1的钴化合物。

## 无机化合物

### 卤化物

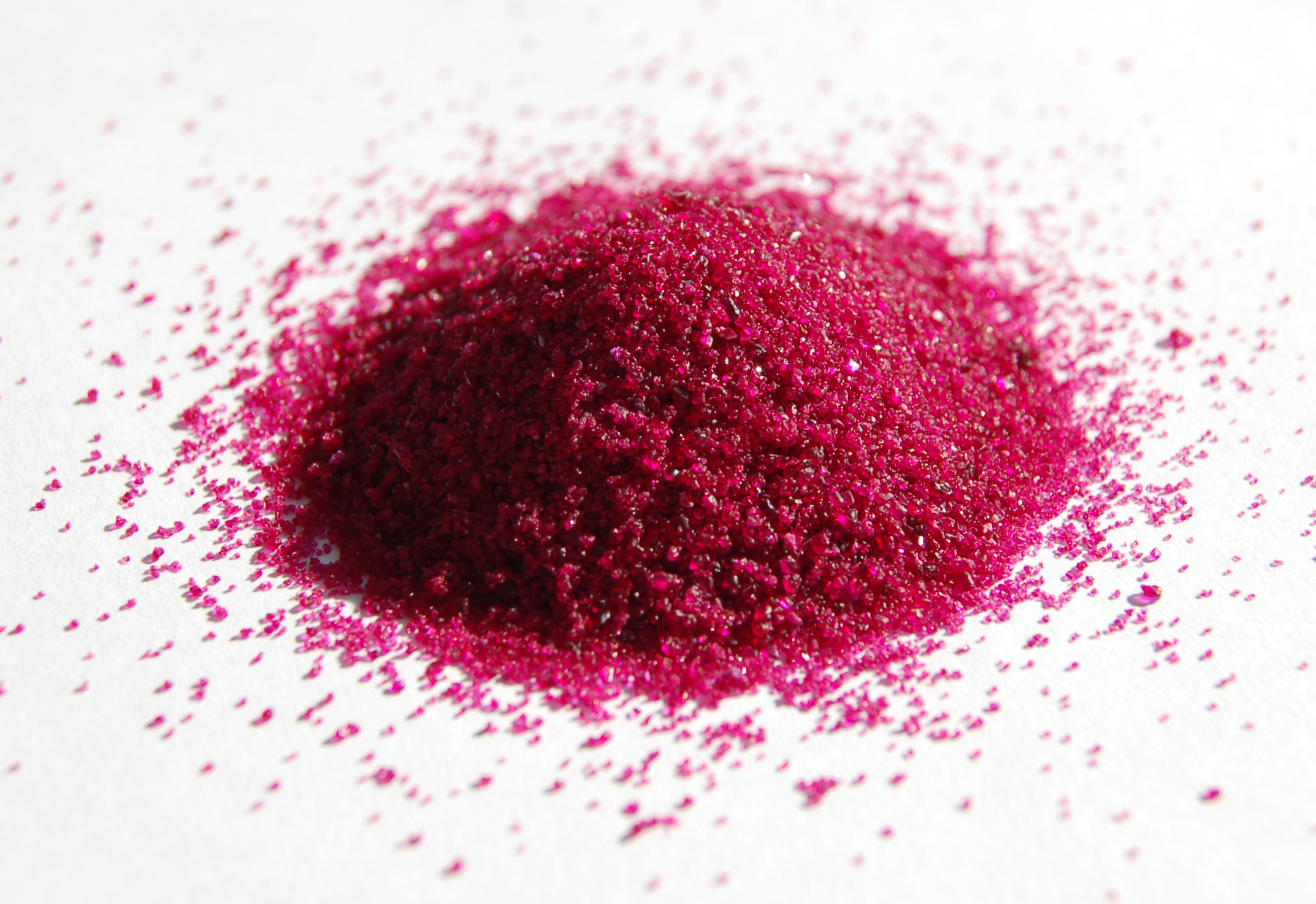
红紫色的CoCl_{2}·6H_{2}O

钴(II)的四种卤化物都是已知的，氟化钴（CoF2）是粉色固体，氯化钴（CoCl2）是蓝色固体，溴化钴（CoBr2）是绿色固体，碘化钴（CoI2）是蓝黑色固体。这几种卤化钴除了无水物外，还存在水合物。无水氯化钴是蓝色的，而六水合物是红紫色的。根据氯化钴不同水合状态时的颜色变化，可以用于制造变色硅胶。
无水卤化钴在70~120°C和NO反应，生成[Co(NO)2X]2（X＝Cl，Br和I）。卤化钴和三乙基膦（(C2H5)3P）的配合物在苯中可以吸收NO，生成反磁性的Co(NO)X2(P(C2H5)3)
反应Co3+
 + e− → Co2+
的电势为+1.92 V，比Cl2至Cl−（+1.36 V）的要高。因此，Co3+与Cl−的作用会产生Co2+并放出氯气。F2至F−的电势高达+2.87 V，三氟化钴（CoF3）可以稳定存在。它是一种氟化试剂，并且可以和水剧烈反应。

### 氧化物和氢氧化物
钴可以形成多种氧化物，如CoO、Co2O3、Co3O4等。Co3O4在950°C分解为CoO。
可溶性钴盐和氢氧化钠反应，可以得到氢氧化钴（Co(OH)2）：
Co(NO3)2 + 2 NaOH → Co(OH)2↓ + 2 NaNO3
氢氧化钴在碱性条件下可以被氧化至Co(III)化合物CoO(OH)。

### 氮族元素化合物
新制的钴粉和氨反应，生成Co2N和Co3N两种氮化物。钴和磷或砷可以直接化合物，生成Co2P、CoP、CoAs2等物质。叠氮化钴（Co(N3)2）是钴和氮的另一种二元化合物，加热时可以发生爆炸。钴(II)和叠氮根可以形成Co(N
3)2−
4配合物。钴的五唑化物（Co(N5)2）于2017年发现，它以水合物[Co(H2O)4(N5)2]·4H2O的形式存在。它在50~145°C分解，生成叠氮化钴，脱去水并放出氮气，进一步加热发生爆炸。该化合物可由(N5)6(H3O)3(NH4)4Cl或[Na(H2O)(N5)]·2H2O和[Co(H2O)6](NO3)2于室温反应得到。水的氢键作用使该分子稳定。
钴可以很容易地和硝酸反应，生成硝酸钴（Co(NO3)2）。硝酸钴存在无水物和水合物，其中水合物以六水合物最为常见，它可从溶液中析出得到。六水合硝酸钴（Co(NO3)2·6H2O）是红色潮解性晶体，易溶于水，其分子中包含钴(II)的水合离子（[Co(H2O)6]2+）和游离的硝酸根离子。

## 有机化合物

维生素B12的分子结构

维生素B12是一个以钴元素为中心的有机生物分子，可溶于水，参与核酸和神经递质的甲基化和合成。主要来源为草食性动物的内脏或肉类。
八羰基二钴（Co2(CO)8）是一种橙红色晶体，在溶液中存在两种异构体：
它和氢气或钠发生化合反应，生成HCo(CO)4或NaCo(CO)4。
二茂钴（Co(C5H5)2）是钴的环戊二烯配合物，它具有19个价电子，容易通过反应被氧化为18电子稳定结构的Co(C
5H
5)+
2。